# Butchers Spur
Il Butchers Spur (in lingua inglese: Sperone della macelleria) è un alto sperone antartico coperto di ghiaccio, che scende in direzione nordorientale dal Monte Don Pedro Christophersen verso l'Altopiano Antartico, nei Monti della Regina Maud, in Antartide.   
Lo sperone, situato sul margine meridionale dei Monti della Regina Maud, è la sede della cosiddetta macelleria di Amundsen. In quest'area infatti nel novembre 1911 il gruppo sud della spedizione antartica dell'esploratore polare norvegese Roald Amundsen macellò l'eccesso di cani da slitta, alimentandosi con parte della carne e dandone da mangiare anche agli altri cani da slitta, prima di fare l'ultimo tratto del percorso verso il Polo Sud, che fu raggiunto il 14 dicembre 1911.